# Protestos na Colômbia em 2019
Protestos na Colômbia , também chamados de "paro nacional" ou "primavera colombiana", são uma série de manifestações realizadas na Colômbia, de forma não consecutiva, que ocorrem em várias cidades do país desde 21 de novembro de 2019, que foram inicialmente convocadas em 4 de novembro de 2019 por diferentes setores.
As razões para os protestos são o eventual descontentamento de alguns cidadãos diante de certas políticas econômicas, sociais e ambientais do governo do presidente Iván Duque Márquez, bem como a condução dada ao acordo de paz com as FARC, o homicídio de líderes sociais (camponeses, ex-guerrilheiros indígenas e reintegrados), bem como a questão da corrupção.
Centenas de milhares de colombianos demonstraram apoiar o processo de paz colombiano e contra o governo de Iván Duque Márquez . Embora de natureza principalmente pacífica, alguns incidentes violentos ocorreram durante os protestos, levando a toques de recolher durante a noite em Cali e Bogotá. É "uma das maiores manifestações de massa que a Colômbia testemunhou nos últimos anos".
Pelo menos 17 manifestantes foram mortos em resultado da repressão policial e mais de um milhar foram detidos ou feridos.

## Antecedentes
Os rumores sobre possíveis medidas de austeridade, negados pelo presidente Duque, irritaram grupos de esquerda, estudantes e indígenas. A ideia de tais medidas são originadas da introdução de um projeto de lei por Álvaro Uribe, mentor do presidente Duque. Duque também foi acusado de não colocar esforços no processo de paz colombiano com as Forças Armadas Revolucionárias da Colômbia (FARC), uma vez que a violência ocorrida nas áreas rurais da Colômbia resultou na morte de líderes indígenas.
Como forma de demonstração, os sindicatos organizaram uma greve nacional de doze horas que seria realizada em 21 de novembro de 2019, com outros grupos como líderes indígenas, estudantes e ativistas anticorrupção seguindo o exemplo.

## Linha do tempo
Em 21 de novembro, entre 200.000 a mais de 1 milhão de colombianos protestaram em todo o país, com marchas, greve e um gigantesco panelaço noturno, com o governo respondendo com a mobilização de 170.000 tropas. O governo colombiano também fechou as fronteiras terrestres e marítimas com os países vizinhos. O prefeito de Cali impôs um toque de recolher a partir das 19h. até a manhã do dia seguinte como resposta à violência.
Segundo a BBC: "A história deve lembrar a greve nacional do 21 de novembro na Colômbia como o dia em que os colombianos, uma população traumatizada por um conflito armado durante 60 anos, mostraram sua vontade de tomar as ruas. Apesar da chuva. Apesar da repressão".
As manifestações se tornaram violentas, com confrontos entre policiais e manifestantes no final do dia, com pequenos grupos tentando invadir o Capitólio Nacional, o local de encontro do Congresso da Colômbia . Durante os protestos de 21 de novembro, 68 das 138 estações da TransMilenio foram vandalizadas, 48% da infraestrutura do sistema.
No terceiro dia de protestos em Bogotá, 23 de novembro, foi realizada uma marcha pacífica na direção da Praça de Bolívar, que foi interrompida pelas Polícia. Um jovem de 18 anos, Dilan Cruz foi atingido na cabeça por um projétil disparado por um agente da ESMAD, causando-lhe um traumatismo craniano. O jovem em questão morreu três dias depois no hospital.
Foi convocada e realizada uma greve geral no 27 de novembro, com novas marchas em todo o país. Em 4 de dezembro aconteceu mais uma greve geral e jornada de marchas e mobilizaçõesnas cidades com grande participação das comunidades indígenas, quilombolas e camponesas. Em 27 de novembro e 4 de dezembro, nas ruas extremadamente cheias de gente que grita “Sem violência!”, seja entre os gases atordoadores ou nas ruas vazias de Barrancabermeja 100% parada no dia 4 de dezembro.
Em 8 de dezembro, cantores e grupos musicais realizaram o chamado "Concerto de Strike - Uma Canção pela Colômbia" em Bogotá. A pedido dos artistas, foi realizado nas ruas de Bogotá: com três estações em palcos fixos e com milhares de espetadores.
Após manifestações semelhantes em toda a América Latina, os manifestantes exibiram bandeiras do Chile, do Equador e Wiphalas, e faixas com a inscrição "América do Sul acordou" e entoaram slogans anti-violência.
Em 16 de dezembro aconteceu um grande panelaço em frente do Congresso da República quando se discuti a  "Lei de Crescimento Econômico". Após de 30 dias continuos de protestos, somente o 21 de janeiro e 21 de fevereiro de 2020 aconteceram novas manifestações em todo o país, porque pela pandemia o Comité Nacional de Greve decidiu adiar novas convocações.

### Protestos em setembro e outubro de 2020
Nos dias 9 e 10 de setembro de 2020, os bairros populares de Bogotá protagonizaram um levante contra a violência policial como resultado do assassinato de Javier Ordóñez. Manifestações contra a violência policial e por soluções econômicas durante a pandemia foram realizadas nos dias seguintes. Em outubro 10, uma "MInga" (mutirão) indígena percorreu a rota entre Cauca e Bogotá, onde chegou em 18 de outubro. Por chamado das centrais sindicais, foram realizadas no dia 21 de outubro uma Greve Nacional e uma grande manifestação na capital da República, com a participação da "Minga". No dia seguinte os indígenas Guambianos ocuparam o Aeroporto Internacional El Dorado por 7 horas.